# Forum for Democracy and Development
Das Forum for Democracy and Development (FDD, deutsch Forum für Demokratie und Entwicklung) ist eine politische Partei in Sambia, die nach der Gründung 2001 teilweise in der Nationalversammlung vertreten war.

## Politik
Das Forum for Democracy and Development entstand 2001, als verschiedene parteiinterne Oppositionelle aufgrund des zunehmen autoritären Stils von Parteiführer und Staatspräsident Frederick Chiluba aus dem Movement for Multi-Party Democracy austraten und die neue Partei gründeten.
2001 gewann das FDD bei der Parlamentswahl 15,3 % der Stimmen und damit 12 der 159 Parlamentssitze. Sein Kandidat für die gleichzeitig stattfindenden Präsidentschaftswahlen war der ehemalige Generalleutnant der Sambischen Streitkräfte Christon Tembo, der 13,2 % der Stimmen auf sich vereinigen konnte und damit hinter Levy Mwanawasa (Movement for Multi-Party Democracy) und Anderson Mazoka (United Party for National Development) Dritter wurde.
Das FDD trat in den Wahlkämpfen 2001 und 2006 mit den Themen Korruption und Menschenrechte auf. Gemeinsam mit der United National Independence Party und der United Party for National Development bildete sie zeitweise die United Democratic Alliance, die zusammen 65 Sitze in der Nationalversammlung einnahmen, während das regierende Movement for Multiparty Democracy über 79 Sitze verfügte.
Edith Nawakwi war ab 2005 Parteivorsitzende, sie löste Christon Tembo ab. Zuvor war sie 2001 Generalsekretärin und von 2001 bis 2005 Vizepräsidentin des FDD. Nachdem die FDD bei den Wahlen 2006 noch als Teil der parteiübergreifenden United Democratic Alliance angetreten war, war sie in der Folge wieder selbständig unterwegs. Der Stimmenanteil war jedoch bei den nationalen Wahlen zunehmend rückläufig, so dass Nawakwi bei den Wahlen in Sambia 2016 Nawakwi hinter Edgar Lungu und Hakainde Hichilema Drittplatzierte bei der Präsidentschaftswahl wurde, dabei aber nur 0,65 % der Stimmen errang, und die Partei bei den parallelen Parlamentswahlen nur einen Sitz errang. Bei den Wahlen in Sambia 2021 wurde mit weniger als 0,1 % der gültigen Stimmen ein Wiedereinzug ins Parlament verpasst.